# Egozentrik
Egozentrik (lateinisch ego „ich“ und centrum „Mittelpunkt“) bezeichnet die Eigenschaft des menschlichen Charakters, sich selbst im Mittelpunkt zu sehen und, damit meistens einhergehend, eine übertriebene Selbstbezogenheit (nicht zu verwechseln mit Egoismus) und die Neigung, andere Menschen und Dinge beständig an sich selbst und der eigenen Perspektive zu messen.
Egozentrischen stehen alterzentrische Fähigkeiten gegenüber:

„Wir verwenden den Begriff alterzentrisch, um die geistige Fähigkeit zu beschreiben, die Perspektive anderer über die eigene zu stellen.“

Mit Egozentrik wird ein „Egozentrismus der Wahrnehmung“ beschrieben, der die Unfähigkeit bezeichnet, sich in die Rolle eines Anderen hineinzuversetzen bzw. die Perspektive eines Anderen anzunehmen sowie die eigene Sichtweise als eine unter mehreren aufzufassen. Sie ist insbesondere eine Eigenschaft des Kindes und nach Jean Piaget als „ein Mangel an einer Unterscheidung zwischen dem Ich und der äußeren Realität“ definiert. Dieses Durcheinander „führe schließlich zur Vorrangstellung des eigenen Standpunktes“.
Eine weltanschaulich begründete Form der Egozentrik ist der Solipsismus.
In der Psychopathologie stehen egozentrische Reaktionen für eine Selbstzentrierung in der Form, dass Patienten sich in den Mittelpunkt stellen und ichbezogen sind, d. h. alles auf ihre Person beziehen. Sie gilt in der Psychoanalyse als eine weitere Form von Persönlichkeitsveränderung neben der Regression. Eine pathologische Egozentrik wird vor allem bei Persönlichkeitsstörungen wie der dissozialen, der narzisstischen oder der histrionischen Persönlichkeitsstörung diagnostiziert.